# Maybach GTO 6

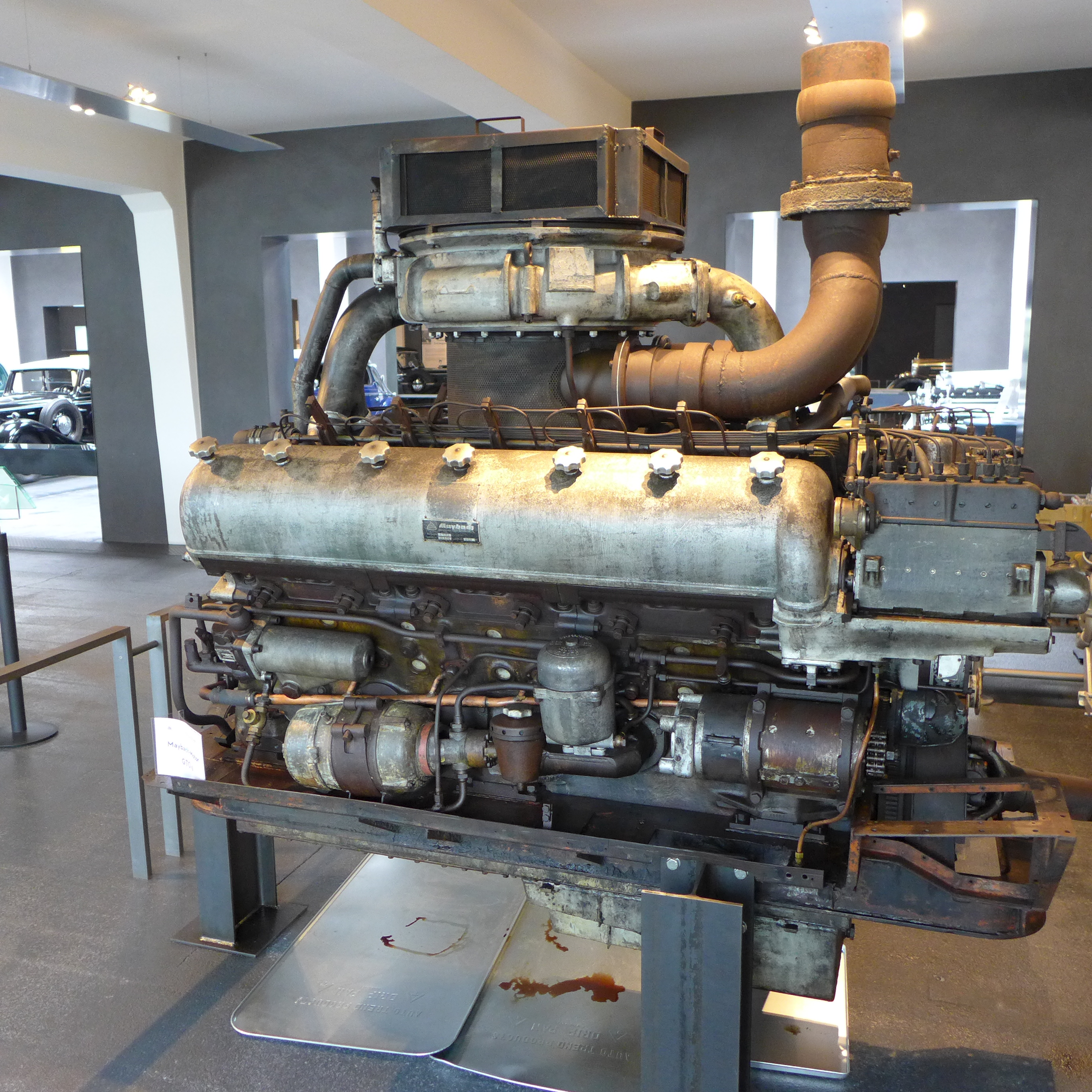
GTO 6 im Museum für historische Maybach-Fahrzeuge

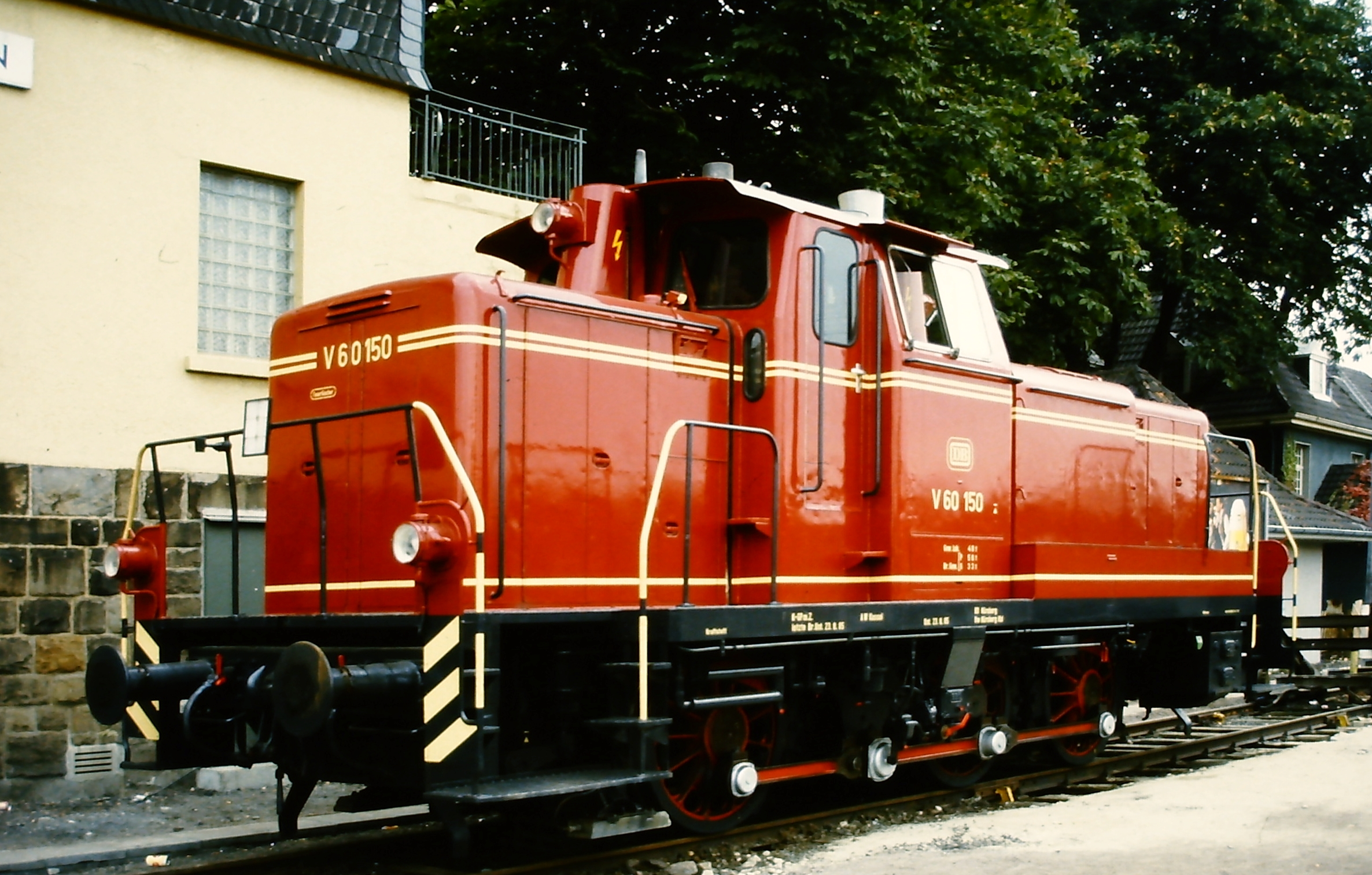
Zum ersten Mal wurden die GTO-6-Motoren bei der DB-Baureihe V 60 verwendet

Der Maybach-Motor GTO 6 ist ein schnelllaufender 12-Zylinder-Viertakt-Dieselmotor mit Aufladung der Maybach-Motorenbau GmbH zum Einbau in schnelle Triebwagen und Diesellokomotiven der Deutschen Bundesbahn. Er ist die Weiterentwicklung der vor dem Zweiten Weltkrieg in den Schnelltriebwagen verwendeten Dieselmotoren. Die Bezeichnung trägt daher im Motornamen GO 6 zusätzlich noch den Buchstaben T für die Abkürzung als Tunnelmotor. Wesentliche Verbesserungen gegenüber den Motoren der Vorkriegsbauart sind das ungeteilte Motorgehäuse in Tunnelbauweise, die Scheibenkurbelwelle und die gleitgelagerten Pleuel auf der Kurbelwelle mit Schmierung über die hohlgebohrte Kurbelwelle. Außer der genannten Bauart wurden auch Saugmotoren mit der Leistungsklasse 302 kW als Tunnelmotoren ausgeführt. So ist in der Literatur als Ersatz für die verschlissenen Motoren der Leistungsklasse 302 kW / 410 PS aus der Vorkriegszeit der Typ GTO 56 genannt, von ČKD Prag wurde der Motor 12 V 170 DR in großer Stückzahl speziell für die Verwendung in den Triebwagen M 262.0 und als Austauschmotoren für die bei der Deutschen Reichsbahn (1945–1993) verbliebenen Fahrzeuge beschafft. Die Weiterentwicklung der Type sind die Motoren der MD-Reihe.

## Geschichte
Um die Laufleistungen der vor dem Zweiten Weltkrieg in den Schnelltriebwagen verwendeten GO-Motoren weiter zu steigern, musste die Konstruktion des Motors überarbeitet werden. Die Verringerung des Verschleißes war nur über die Verringerung des Abstandes von Zylinder zu Zylinder zu erreichen, was mit der geschmiedeten Kurbelwelle der Vorkriegsversion und der Lagerung des Kurbeltriebes mit Rollenlager auf der Kurbelwelle nicht möglich war. Außerdem wurden durch das geteilte Motorgehäuse zu große Schwingungen und Bewegungen auf die Kurbelwelle übertragen.
Diese Erkenntnisse waren schon während des Zweiten Weltkrieges bei verschiedenen Ottomotoren für Panzer berücksichtigt worden, die mit der Bezeichnung HL 230 als Tunnelmotor mit Scheibenkurbelwelle und einer Leistung von 700 PS ausgeführt waren. Darum lieferte die Maybach-Motorenbau GmbH ab 1951 eine Motorbauart aus, die als Weiterentwicklung des GO 6 mit der Bauweise als Tunnelmotor mit Scheibenkurbelwelle ausgeführt war. Diese als GTO 6 bezeichnete Motorbauart wurde in einem Schnelltriebwagen der Bauart SVT Köln eingebaut und einer Langzeiterprobung unterzogen. Nach etwa 600.000 km Laufleistung wurde der Motor in Gegenwart von Fachleuten im Ausbesserungswerk zerlegt und auf seinen Zustand überprüft. Dabei konnte fast kein Verschleiß festgestellt werden, so dass ein störungsfreier Lauf von 1.000.000 km zu erwarten war. Das war der Einstieg für die Entstehung der Tunnelmotoren.
Ab der ersten Nachbauserie der V 60 kam der Motor in einer verbesserten Variante GTO 6A zum Einsatz. Die wesentliche Änderung war erhöhte Luftlieferung durch den Turbolader, damit der Motor auch unter Drehzahldrückung rauchfrei arbeitete. Eine Änderung der Kolbenbauart des GTO 6A gegenüber dem GTO 6 wurde nach 1965 zurückgenommen, da die geänderten Kolben bei plötzlichen Drehzahländerungen gegen die Ventile stoßen konnten.

## Aufbau und Bauteile
Das Motorgehäuse ist, anders als bei den Vorkriegsmotoren, ungeteilt. Der Abstand von Zylinder zu Zylinder ist durch die Bauart der Scheibenkurbelwelle bemessen. Sie ist in jeder Wandung zwischen den Zylindern rollengelagert. Bei der Scheibenkurbelwelle sind die Durchmesser der Lagerzapfen bis über den doppelten Kurbelradius vergrößert. Dadurch ergeben sich Scheiben, die über die exzentrisch angeordneten Pleuellagerzapfen verbunden sind. Die Scheiben tragen die Rollenlager für die Lagerung der Welle im ungeteilten Motorgehäuse. Dadurch ergibt sich, dass die Kurbelwelle wesentlich verwindungssteifer ist, und durch den größeren Durchmesser die Last besser verteilt. Die Kurbelwelle muss zum Einbau mit den Rollenlagern vormontiert und von der Stirnseite her in das Kurbelgehäuse eingeschoben werden und kann erst danach mit den Pleueln verbunden werden.
Durch die geänderte Bauform konnten die Pleuellager breiter und kräftiger ausgeführt und gleichzeitig die Baulänge des Motors verringert werden. Änderungen betrafen den Kurbeltrieb. Das Hauptpleuel ist wie bei den GO-Motoren auf dem Lagerzapfen der Kurbelwelle gelagert, das Nebenpleuel stützt sich auf der oberen Schale des Hauptpleuels ab. Die Form der Schmierung der Hauptpleuel, bei der in jeder Betriebssituationen zwischen Lagerschale und Zapfen ein gleichmäßiger Schmierfilm vorhanden ist, ermöglichte in Zukunft die Drehzahlfrage des Motors als sekundär zu betrachten. Die übrigen Konstruktionsprinzipien stimmen noch mit dem GO 6 überein, so die im Gehäuse eingeschraubten Zylinderlaufbuchsen, die auf jeder Zylinderseite angeordnete Dieseleinspritzpumpe, die beiden obenliegenden Nockenwellen sowie der beim Motor verwendete Abgasturbolader.

## Technische Daten
| Kenngröße                           | Einheit | Wert            | Bemerkung           |
| ----------------------------------- | ------- | --------------- | ------------------- |
| Nennleistung                        | kW / PS | 480 / 650       |                     |
| Nenndrehzahl                        | min−1   | 1.400           |                     |
| Zylinderzahl                        |         | 12              |                     |
| Zylinderdurchmesser                 | mm      | 160             |                     |
| Kolbenhub                           | mm      | 200             |                     |
| Hubvolumen                          | cm³     | 48.255          |                     |
| Verdichtungsverhältnis              |         | 13,5:1          |                     |
| mittlerer Kolbendruck               | bar     | 8,6             |                     |
| Zahl der Einlassventile             |         | 2               |                     |
| Zahl der Auslassventile             |         | 2               |                     |
| Zahl der Einspritzpumpen            |         | 2               |                     |
| Motorlänge                          | mm      | 2.100           |                     |
| Motorbreite                         | mm      | 1.220           |                     |
| Motorhöhe                           | mm      | 2.072           |                     |
| Motormasse                          | kg      | 3.250           | ohne Betriebsstoffe |
| Abgasturboladertyp                  |         | Maybach AGL GTO |                     |
| maximale Drehzahl Abgasturbolader   | min−1   | 14.000          |                     |
| maximaler Ladedruck Abgasturbolader | bar     | 0,4             |                     |

## Ausgerüstete Fahrzeuge
Zuerst wurden mit 22 Motoren die bei der Deutschen Bundesbahn verbliebenen Schnelltriebwagen der Bauart SVT Köln ausgerüstet. Danach war der Motor der Standard-Motor der DB-Baureihe V 60, für die 299 Motoren beschafft wurden.

## Betriebserfahrungen
Die GTO-Motoren haben Laufleistungen, die mit den GO-Motoren nicht erreicht werden konnten. In den hochbelasteten Umläufen des SVT Köln sind störungsfreie Laufleistungen von 400.000 km angegeben. Beim Einsatz im Rangierdienst mit der V 60 sind monatliche Laufleistungen von der Art des Betriebs abhängig. Die Baureihe V 60 gilt als sehr zuverlässig, was sich in ihrem Dienstalter von über 60 Jahren ausdrückt. Es gab beim Betrieb der Baureihe gelegentlich Übertourungsschäden.